# Driante (figlio di Licurgo)
Driante è un personaggio della mitologia greca, figlio di Licurgo re della Tracia.
Trovò la morte ancora fanciullo quando il padre, impazzito per il volere degli dei, lo colpì più volte con un'accetta scambiandolo per un tralcio di vite, pianta sacra al dio Dioniso, il cui culto Licurgo aveva cercato di estirpare. Dopo questo tragico evento le terre di Licurgo, inorridite per l'accaduto, divennero sterili.

## Fonti
- Robert Graves, I miti greci
- Igino, Fabulae
- Pausania, Periegesi della Grecia, Libro I
- Apollodoro, Libro III
- Sofocle, Tereo, frammenti.